# William Wilson Saunders
William Wilson Saunders (Wendover, 4 juni 1809 - Worthing, 13 september 1879) was een Engelse entomoloog en botanicus. 

## Levensloop
Saunders was een zoon van een predikant en kreeg privéonderwijs tot 1827, toen hij naar de East India Company Military Seminary in Addiscombe werd gestuurd. Na zijn examen sloot hij zich aan bij zijn korps in Chatham en vertrok in augustus 1830 naar India, maar nam het jaar daarop ontslag. Toen hij terugkeerde naar Engeland, ging hij bij Lloyd's werken als acceptant bij zijn toekomstige schoonvader Joshua Saunders. Hij woonde eerst in Wandsworth, maar verhuisde in 1857 naar Reigate, waar hij in hetzelfde jaar de Holmesdale Natural History Club oprichtte. In 1873 raakte de firma waarvan hij toen de leiding had, betrokken bij de crisis die handelsverzekeringen trof. Saunders deed zijn grote collecties insecten, levende en gedroogde planten en aquareltekeningen van de hand en trok zich het jaar daarop terug in Worthing, waar hij op 13 september 1879 overleed. Hij is driemaal getrouwd geweest: de eerst keer in 1832 met zijn nicht Catharine Saunders, de tweede keer in 1841 met Mary Anne Mello en derde keer in 1877 met Sarah Cholmley die hem overleefde.

## Wetenschappelijk werk
Saunders was zijn hele leven een enthousiaste natuuronderzoeker. Hij werd in 1833 gekozen tot fellow van de Linnean Society en was van 1861 tot 1873 daarvan penningmeester. Hij was een lid van de Royal Entomological Society en meerdere jaren daarvan de voorzitter. Hij werd verkozen tot Fellow of the Royal Society in 1853 en van de Zoological Society in 1861. Hij was jarenlang vice-voorzitter van de Royal Horticultural Society.
Van 1831 tot en met 1877 publiceerde hij ruim 35 artikelen in diverse wetenschappelijke tijdschriften. Daarnaast heeft hij onder andere gewerkt aan Insecta Saundersiana, een collectie van insecten met beschrijvingen van Francis Walker, H. Jeckel en Edward Saunders.
- Author citation (botany): Saunders
- Stuttgart Database of Scientific Illustrators 1450–1950: 4772
- Gemeinsame Normdatei: 117619485
- International Standard Name Identifier: 0000 0000 2196 5267
- Library of Congress Control Number: n79120943
- Nederlandse Thesaurus van Auteursnamen: 181644738
- Réseau des bibliothèques de Suisse occidentale: 02-A023686090
- SNAC: w6gc4sx3
- Virtual International Authority File: 77098050
- WorldCat: E39PBJyh7VRtK8JgWChcwr8KVC